# Ventricolografia cerebrale

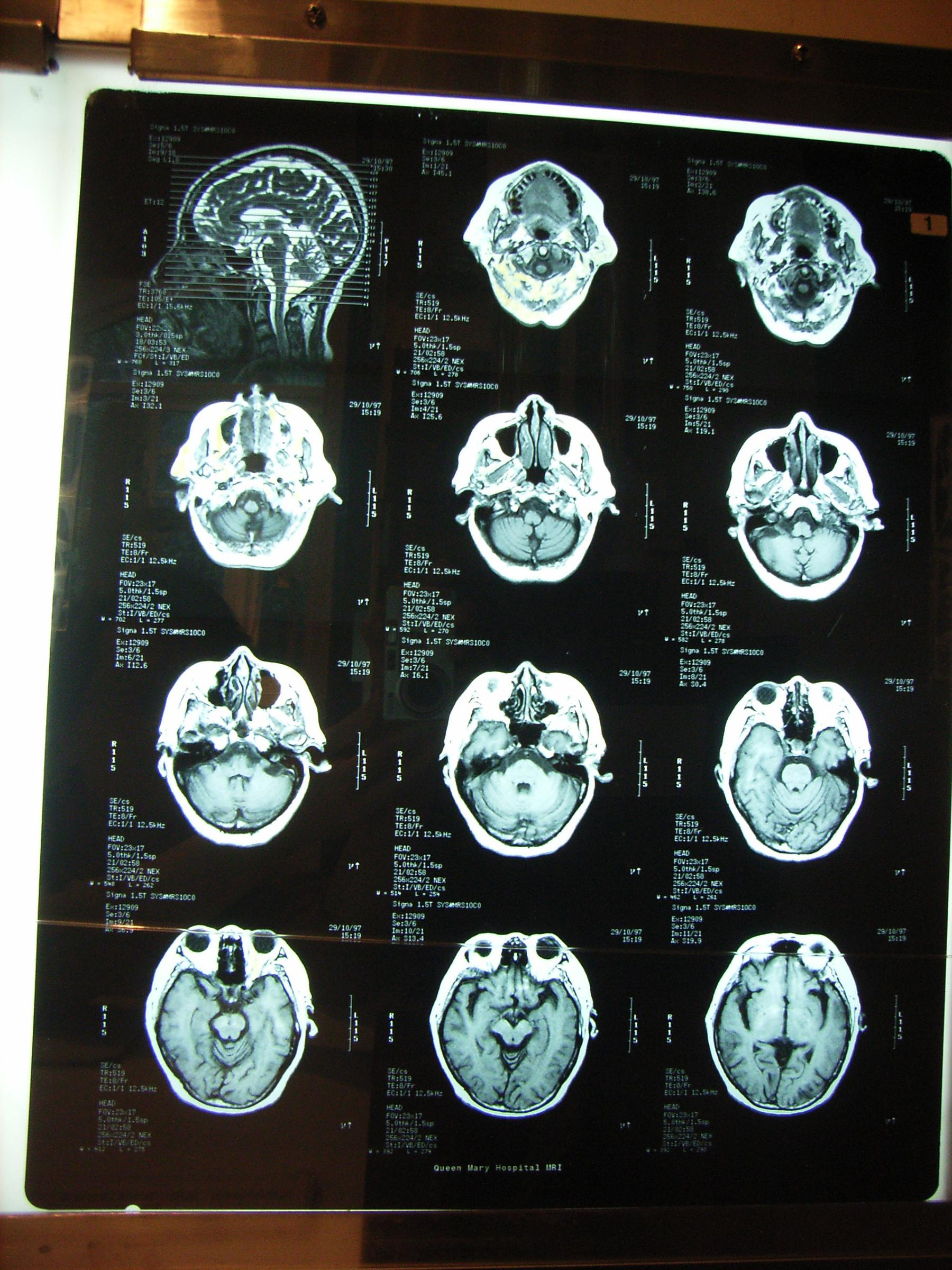
Immagini di una ventricolografia cerebrale

La ventricolografia cerebrale è una procedura diagnostica, un esame diagnostico per immagini, di tipo invasivo, sviluppata nei primi anni del XX secolo, che in ambito medico viene utilizzata per consentire la visualizzazione delle strutture interne del cranio. Nel corso dell'esame all'interno dei ventricoli cerebrali viene iniettata aria oppure determinati mezzi di contrasto.

## Storia
Prima dell'avvento di questa procedura il valore della radiologia nella diagnosi e localizzazione dei tumori cerebrali era sostanzialmente ristretto ai pochi casi in cui il cancro determinava erosione della calotta cranica ossea, oppure a quei casi in cui all'interno del tumore si sviluppavano alcune aree calcifiche.

Nel 1918 Walter E. Dandy comunicò alla comunità scientifica che era possibile iniettare aria nel cervello, in quantità variabile dai 40 ai 300 cc (in caso di grave idrocefalo), per visualizzare (tramite alcune radiografie) i ventricoli cerebrali laterali.
L'aria fu scelta dallo scienziato in quanto inerte e rapidamente riassorbibile (nel giro di pochi giorni).

L'aria veniva iniettata tramite l'esecuzione di un piccolo foro nella scatola cranica, ed andava a sostituire una analoga quantità di liquido cerebro-spinale, in un volume pari o superiore a quello contenuto in un ventricolo.

Nella comunicazione originale del 1918 Walter E. Dandy sottolineava come la visualizzazione del ventricolo laterale veniva ottenuta pressoché sempre e rapidamente, mentre in nessun paziente era stato possibile visualizzare il quarto ventricolo o l'acquedotto di Silvio.

Negli anni successivi altri studiosi hanno dimostrato la possibilità di utilizzare alcuni mezzi di contrasto (lipiodol, ethiodan, myodil, pantopaque ed altri) introducendoli nel ventricolo laterale e attraverso il forame di Monro fino al terzo ventricolo, all'acquedotto e al quarto ventricolo (ventricolografia di contrasto).

Ulteriori miglioramenti sono stati ottenuti con l'incannulazione diretta del terzo ventricolo tramite catetere di piccole dimensioni.

## Utilizzi
La ventricolografia cerebrale in passato si dimostrò di grande utilità pratica e venne utilizzata soprattutto per la diagnosi precoce di idrocefalo. Prima dell'avvento del nuovo esame tale patologia raramente veniva diagnosticata prima che si verificasse la perdita di una notevole quantità di tessuto corticale.
L'esame è stato anche utilizzato per l'identificazione di processi patologici intracranici (tumori, ascessi, cisti ed altri).

## Evoluzione
Questa procedura diagnostica è ormai caduta in disuso e non viene più utilizzata nell'esame del cervello. Al giorno d'oggi è stata completamente rimpiazzata dalla tomografia computerizzata e dalla risonanza magnetica dell'encefalo.